# Volkswagen Typ 1
Volkswagen Typ 1, kallad Bubblan, är en klassisk bilmodell från tyska Volkswagen. Den första teckningen av modell SK 803 är daterad till den 28 april 1934. På svenska kallades den ofta "Bubblan", "Folkabubblan" eller "Skalbaggen", på tyska "Käfer" och på engelska "Beetle". Den byggdes av Volkswagenwerk i Tyskland; de första exemplaren i Sverige levererades den 14 juli 1948 till hamnen i Helsingborg och anlände till svenska generalagenten Scania-Vabis i Södertälje dagen därpå.

## Historia
För en fylligare historik, se Volkswagen.
Volkswagens historia har sitt ursprung i ett uppdrag om konstruktion av en prototyp, som gavs av Reichsverband der Deutschen Automobilindustrie till den österrikiske bilkonstruktören Ferdinand Porsche 22 juni 1934. Den 17 januari 1934 hade Porsche överlämnat ett förslag om en folkbil - Volkswagen - till den tyska riksregeringen. I början av 1934 visade Porsche sin idé med en luftkyld bakmonterad motor för firman NSU. Visionen var att folkbilen skulle rymma fyra personer, ha en toppfart på cirka 100 km/h, klara stigningar på 30 procent, ha bästa tänkbara fjädring och vägegenskaper samt dessutom vara billig i inköp och i underhåll.

### KdF-Wagen

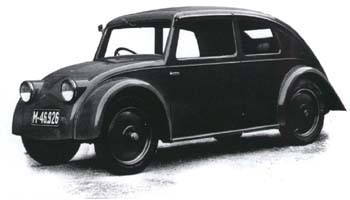
V570a.

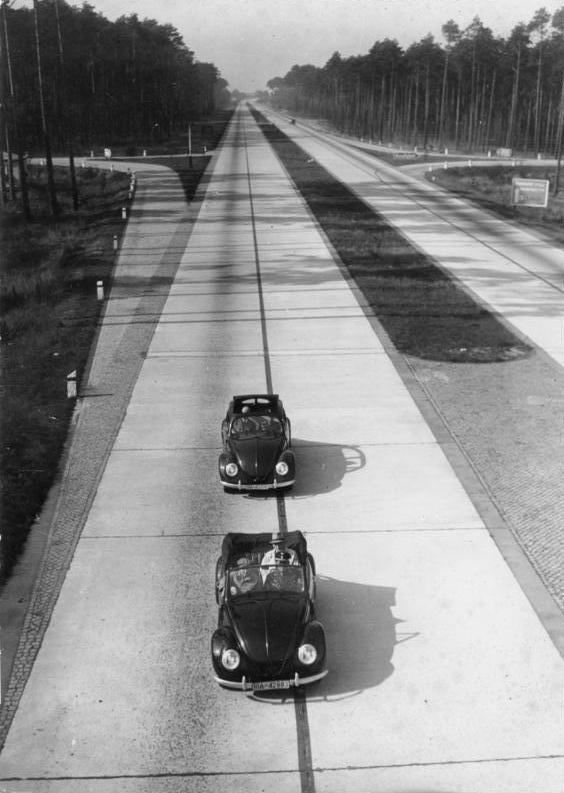
Två KdF-Wagen på en tysk motorväg 1943.

Uppdraget baserades på ett regeringsinitierat projekt, och Adolf Hitler var också personligen engagerad i formgivningen av prototypen. Bilen skulle vara en folkbil, som varje tysk familj skulle ha råd att skaffa sig. Avsikten var att bilen inte skulle få kosta mer än 990 riksmark. Den fick också beteckningen KdF-Wagen (Kraft durch Freude – Styrka genom glädje) och detta åtföljdes av ett sparprogram, som drygt 340 000 tyska sparare deltog i, dock utan att få det som utlovades.. Volkswagen-projektet stöddes av det nazistiska fackförbundet Deutsche Arbeitsfront med 50 miljoner riksmark. Tanken var att skapa en folkbil för det tyska folket under parollen Varje hygglig tysk skall få en egen bil. Medlemmar i Deutsche Arbeitsfront, där en majoritet av de tyska arbetarna, arbetsgivare och statligt anställda var anslutna, var samtidigt medlemmar i fritidsrörelsen Kraft durch Freude vilket gav bilen dess ursprungliga namn KdF-Wagen. Volkswagen startade sin biltillverkning 1938. Volkswagen såldes genom att förskottsbetalning där köparna fick spara fem riksmark varje vecka. Det fanns 336 000 beställare varav 60 000 betalat hela bilen när kriget bröt ut och alla leveranser kom att ställas in när företaget gick över till krigsproduktion.
Efter kriget bildades en förening, Hilfsverein ehemaliger Volkswagensparer, som skulle kräva bolaget på ersättning för de aldrig levererade bilarna och startade en rättsprocess. Volkswagen menade att bolaget inte var skyldigt att betala då det var Deutsche Arbeitsfront som arrangerat sparandet. Den 18 oktober 1961 avslutades rättsprocessen där det bestämdes, att baserat på det sparade beloppet fick spararen upp till maximalt 600 DM rabatt vid köp av en ny bil eller 100 DM kontant. Fram till 1970 kom 120 000 sparare att anta den lågt satta ekonomiska kompensationen.
Porsche lät sig inspireras av Hans Ledwinkas Tatra-bilar och Volkswagen blev senare stämda av Tatra. Bilen hämtade en hel del av sitt utseende och sin motor med mera från den tjeckoslovakiska bilen Tatra 97. Tatraverken stämde den tyska tillverkaren, men den tyska invasionen av Tjeckoslovakien kom emellan och stämningen fullföljdes inte förrän efter kriget då den återupptogs 1961 och Volkswagen betalade Tatra 3 000 000 D-mark. Den 24 februari 1936 var de första prototyperna klara, ritade och byggda i Ferdinand Porsches privata garage. Den första färdiga bilen av den nya typen V 1 visades 12 oktober 1936 och den kallades för "Volksauto", vilket senare blev Volkswagen typ 1. "De har sådana egenskaper att en vidareutveckling tycks kunna rekommenderas" hette det i en testrapport. I början av 1938 fick bilen sin slutgiltiga form i den förserie - VW 38 - som då visade för allmänheten. Till Berlinutställningen 1938 presenterades "Volks-Wagen" eller "KdF-Wagen".

### Fabrik uppförs

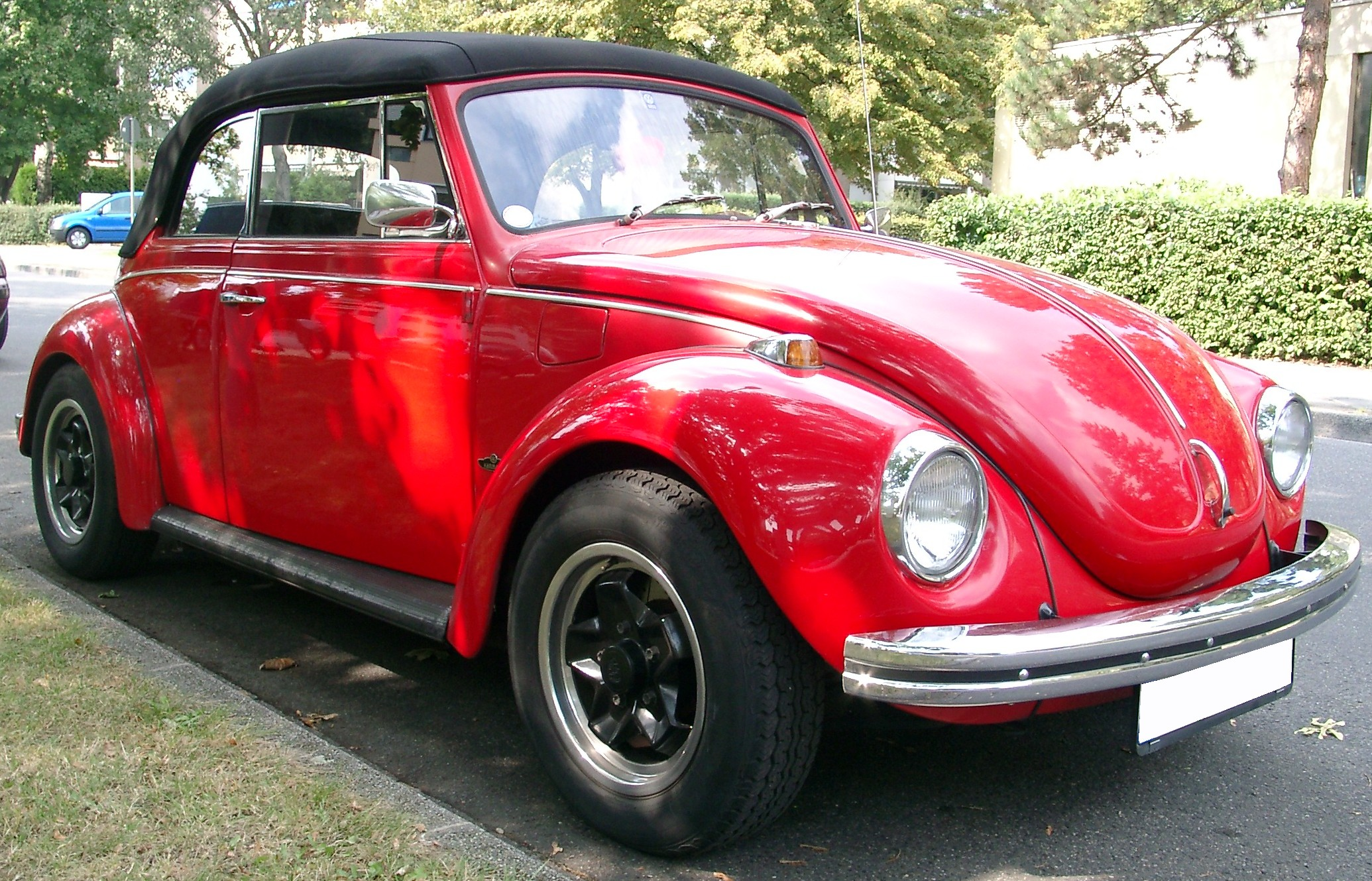
Volkswagen Typ 1 som cabriolet.

Den 26 maj 1938 lades grundstenen till Volkswagenwerk, åtta mil öster om Hannover. Fabriken byggdes i den nya staden KdF-stadt (idag Wolfsburg) och Adolf Hitler lade den första stenen 1938. Vid andra världskrigets utbrott 1939 hade endast ett mindre antal bilar färdigställts och produktionen lades om för krigets behov. Åren 1935-1937 tillverkades 35 st. bilar och åren 1938-1940 tillverkades det 54 st stycken bilar. Vid fabriken tillverkades ca 52 000 så kallade Kübelwagen – en tysk motsvarighet till den amerikanska jeepen och ca 14 000 Schwimmwagen, som var en amfibieversion. Vid krigets slut fortsatte produktionen av personvagnen i samma ort eftersom det redan bodde 17 000 personer där, men staden fick ett nytt namn: Wolfsburg. Efter 10 år hade en miljon exemplar av bilmodellen byggts och den hade exporterats till ett stort antal länder.

### Världens mest tillverkade bil
Efter kriget tog tillverkningen verkligen fart för typ 1 som även började exporteras. Volkswagens chef Heinrich Nordhoff drev på vidareutveckling av modellen. 1955 startade tillverkningen av en sportigare variant formgiven av den italienska firman Ghia och tillverkningen av karossen förlades hos en karosstillverkare i Osnabrück vid namn Karmann, vilket gav modellnamnet Volkswagen Karmann Ghia. Det fanns två typer, Typ 1 baserad på bubblan och Typ 3 baserad på den större 1500:an. Den tillverkades i 445 000 exemplar, men var bara till utseendet en sportbil, eftersom den hade samma svaga motor som originalversionen.
17 februari 1972 markerade en VW 1302 S att Volkswagen slagit Fords T-modell som världens mest tillverkade bilmodell. Det var VW typ 1 nummer 15 007 034. 1974 tillverkades den sista typ 1 i Wolfsburg och modellen ersattes av Volkswagen Golf. Modellerna 1200 och 1300 fortsatte tillverkas i andra fabriker. Den sista vagnen som tillverkades i Europa rullade av bandet i Emden i januari 1978. 1980 tillverkades de sista cabriolet-modellerna av Karmann i Osnabrück. Tillverkningen fortsatte emellertid i Brasilien och Mexiko, och den sista sändningen till Europa avgick från Mexiko 1993. I Tyskland togs typ 1 ur försäljningsprogrammet 1985. Produktionen upphörde 2003.

### Sista Bubblan

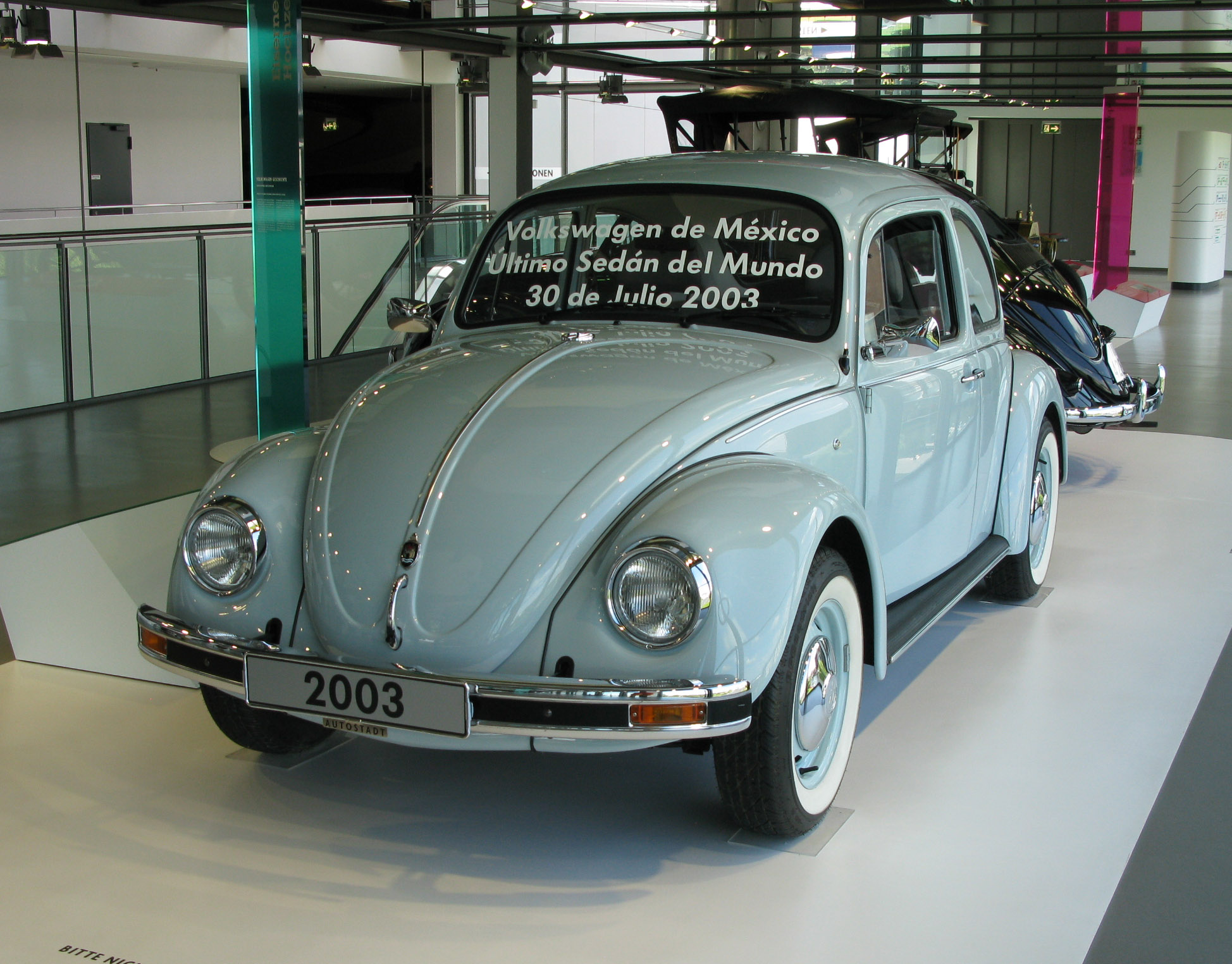
Den sista tillverkade Volkswagen-bubblan, i Mexiko.

Sista modellen fick namnet Última edición, ljusblå med vita däcksidor, motor med 1,6 liter och 46 hk. Modellen producerades de sista 20 dagarna. En unik industrihistoria var till ända efter 68 år, den 30 juli 2003 klockan 09:05 mexikansk tid var det slut. Den sista tillverkade bilen står nu på Volkswagens museum i Wolfsburg. Totalt tillverkades det 21 429 490 bilar av typen i hela världen.

## Typmodeller lista
|                     | Typbet. | Tillv.år            | Område |
| ------------------- | ------- | ------------------- | ------ |
| 1200/1300/1500/1302 | 111/113 | 1945 - 1985         | Europa |
| 1200/1300           |         | 1964 - 30 juli 2003 | Mexiko |
| 1303                | 135     | 1972-1975           |        |

Totalt tillverkades 21 529 464 Volkswagen Typ 1

## Modelländringar på årsmodeller
- 1934 - Projektet startar

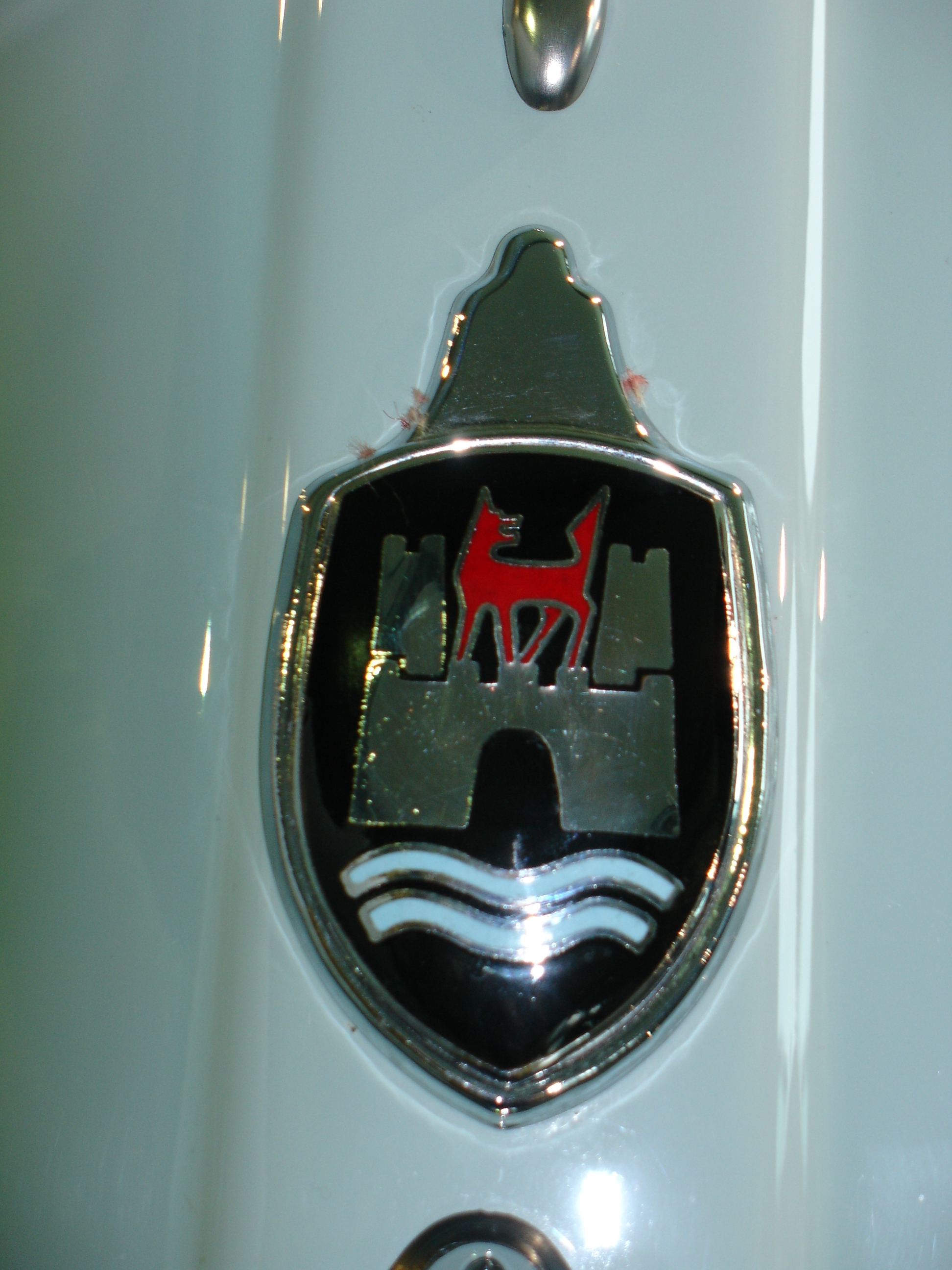
Volkswagens emblem är taget från Wolfsburgs stadsvapen med en varg och en borg.

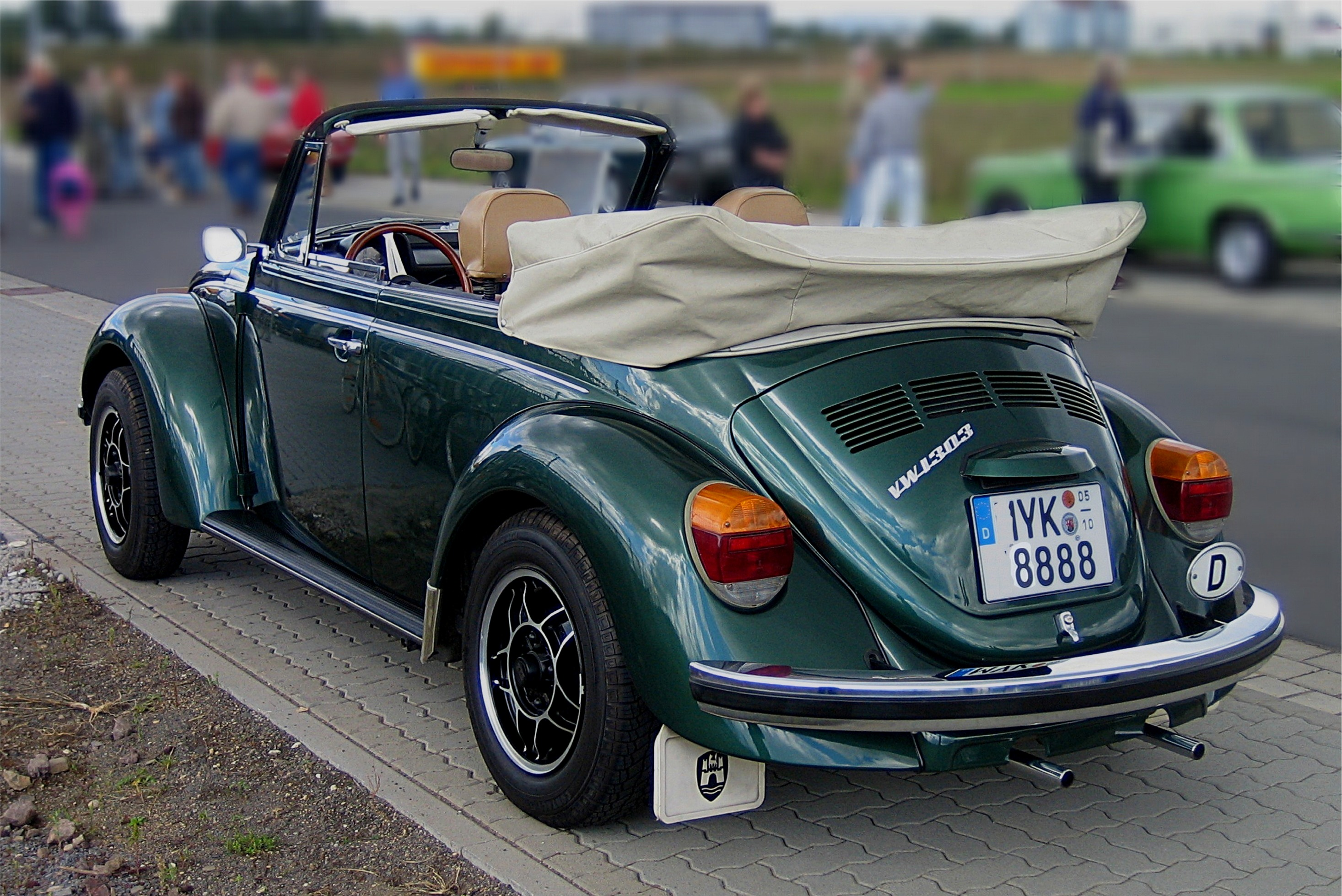
Cabrioletversionen av Bubblan har blivit en kultbil. Här syns en av de sista årsmodellerna (1973 eller senare), med stora bakljus.

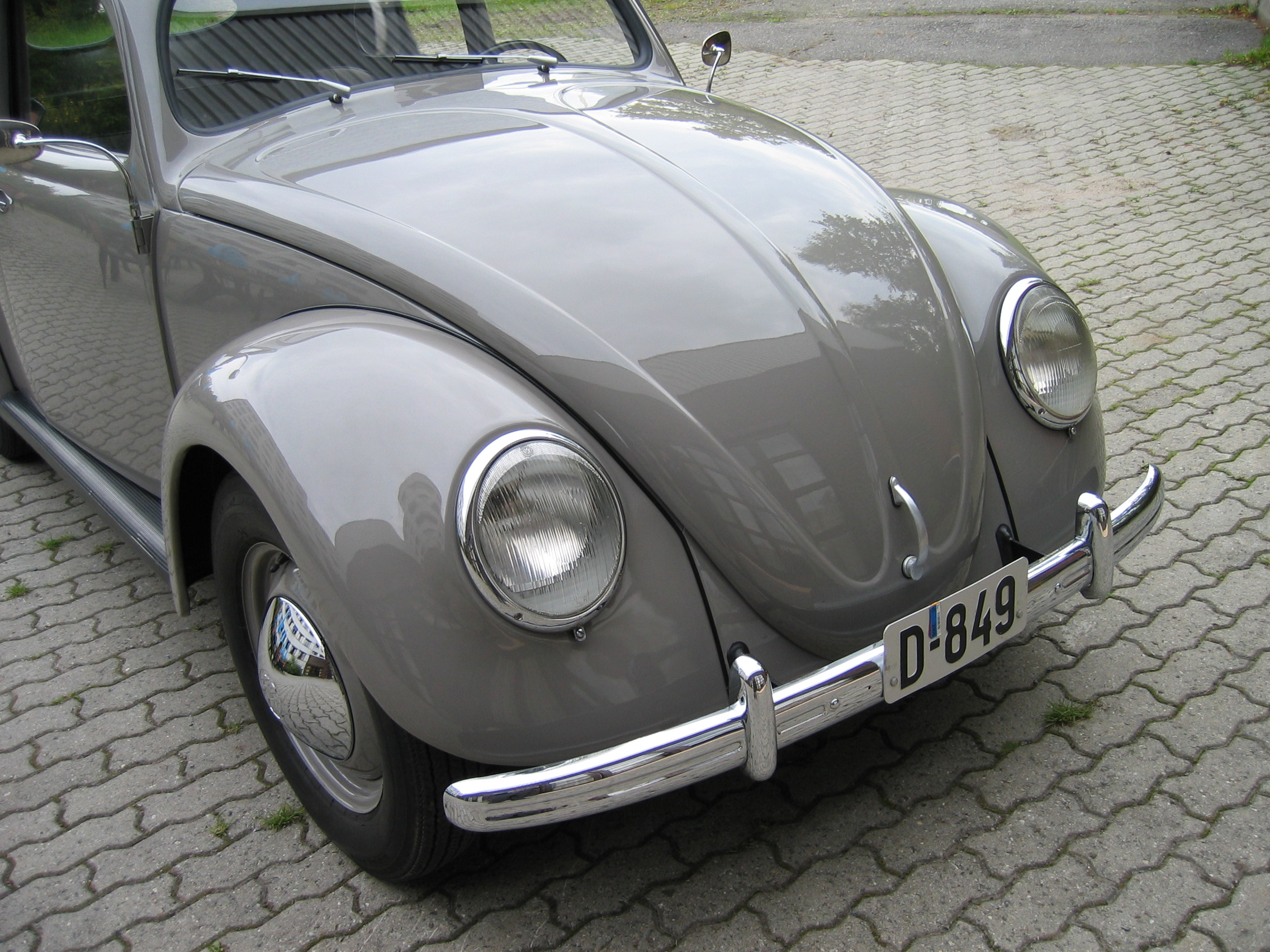
VW (Bubblan), årsmodell 1949.

- 1935-1936 - Luftintagen bakom bakrutorna och de låga, minimala bak- och framlyktorna försvinner.
- 1937 - Dörrarna öppnas normalt, gångjärn i framkant.
- 1938 - Ursprunglig motor på 985 cm³ med 23,5 hk. Mekaniska bromsar och osynkroniserad växellåda.
- Förseriebilar 1938-40 - Vridhandtag på dörrar, utanpåliggande förbindelsestänger till vindrutetorkarna, raka "höga"/långa stötfångarhorn, ingen värme, ratt med 3 breda ekrar (till maj 1943).
- 1943 - Cylindervolymen ökar till 998 cm³
- 1945 - Cylindervolymen ökar till 1131 cm³ och 25 hk. Däckdimension 5,00x16". Bensintank 44 liter. De första bilarna efter kriget var tillverkade av delar till 1944 års terrängbilar. Ofta var det delar från "slaktade" bilar från kriget.
- 1947 - Fyrkantiga domkraftsfästen, tidigare runda.
- 1949 - De luxe-modell eller exportmodell. Ny instrumentbräda. Fronthuven öppnas inifrån, tidigare vridhandtag på utsidan.
- 1950 - Hydrauliska bromsar införs, termostatstyrd luftkona till kylfläkten och askkopp av vipptyp. Bränslekran i mitten.
- 1951 - Förkromad list runt vindrutan, Wolfsburgs stadsvapen på fronthuven samt ventilationsluckor fram på torpedsidan, även kallade "ischiasluckor".
- 1952 - Ventilationsluckorna utgår, det blir ventilationsrutor på dörrarna, vridratt för värmeregleringen, nytt T-handtag på motorluckan, nya bakljus, handskfack med lock och körriktningsbrytare på rattstången i stället för på instrumentbrädan. Växellådan får synkronisering på 2:an, 3:an och 4:an. Ny däckdimension är 5,60x15".
- 1953 - Den tvådelade bakrutan blir en hel ruta och ventilationsrutorna förses med låsknapp. Värmeöppningarna fram får galler. Växlingsmarkeringar på hastighetsmätaren, 25, 50 och 75 km/h(tidigare 22, 45 och 70 km/h). Ny motor med 1192 cm³ och 30 hk den 21 december. Utväxlingen i dörrarnas fönstervevar ändrades från 10 varv till bara 3.
- 1954 - Startknappen integreras i tändningslåset. Ny motor på 1 192 cm³.
- 1955 - Ändring av bensintanken, mindre påfyllningshål, (större bagagerum). Krökt växelspak, tidigare rak.
- 1956 - Ratt för värmejustering flyttas längre fram, justeringsmöjligheter för framsätesryggstöd och 2 avgasrör (kromrör). Kurvhandtag fram som tillbehör kunde eftermonteras. Smålamporna nedanför framlyktorna försvinner (fanns endast på bilar till USA).
- 1957 - Förändring av dörrlås och flyttning av varmluftintag fram. Svarta VW-märken på navkapslarna.
- 1958 - Bättre bromsar, större bakruta, ändrad radiogrill på instrumentbrädan, ny riktig gaspedal - (rullpedalen ersatt). Mindre framlyktor med kromring runtom.
- 1959 - Förstärkt ramhuvud, förstärkt koppling, krängningshämmare införs, polstrad solskärm, ny ratt med signalring och nya dörrhandtag med tryckknapp.Sista året med blinkerspilar i B-stolpen.
- 1960 - Styrningsdämpare införs, skålade ryggar på framstolarna och blinkers (vita på skärmen fram).
- 1961 - Motoreffekten ökas till 34 hk, ny helsynkroniserad växellåda, automatisk elchoke, hastighetsmätare märkt till 140 km/h, flatare bensintank, luftdriven vindrutespolare, start- och tändlås med "dubbelstartspärr", kurvhandtag på instrumentbrädan, solskydd också på passagerarsidan och asymmetriska halvljus samt kederlister och mattor på fotsteg i bilens färg. Bränslemätare fanns som tillbehör och kunde eftermonteras (Motometer).
- 1962 - Fronthuv med lyftfjäderhjälp, större baklampor av 2-kammartyp, nya värmeväxlare, bensinmätare, fästen för 2-punkts säkerhetsselar, ny styrsnäcka av rulltyp. Små skjutbara luckor för fotvärmen fram.
- 1963 - Wolfsburgs stadsvapen på fronthuven utgår. Plastklädsel i taket ersätter tyg.
- 1964 - Bredare nummerskyltbelysning bak. Bredare körriktningsvisare fram. Signalhornsringen tas bort. Sollucka i metall.
- 1965 - Nya större rutor, fram och bak. Kurvad vindruta, nya och bättre vindrutetorkare, tunnare ryggstöd fram för att få större benplats i baksätet, nedfällbar baksätesrygg, spakar för varmluftreglering på ramtunnel, tidigare vridratt. tryckknapplås på motorluckan och förbättrade bromsar. Ventilationsrutevred med ratt.
- 1966 - Ny motor med större volym, 1 300 cm³ och 40 hk, spärr på framsätenas ryggstöd, hel- och halvljusbytare integrerad i blinkersomkopplaren. Emblem på motorlucka "1300". Flata navkapslar. Defrostermunstycke i mitten, framvagn med kulleder och fälgar med ventilationshål.
- 1967 - Ny motor, 1 500 cm³ 44 hk, skivbromsar fram.12 Volts-Elsystem. Nya dörrhandtag (endast för år 67). Ny svart ratt och ny instrumentering med svarta knappar.
- 1968 - Många förändringar: lodräta strålkastare, större bakljus som även inkluderade backljus, tanklucka på karossidan, kraftigare stötfångare med svart rand (inga stötfångarhorn). Kortare fronthuv med knapp i öppningshandtaget, backspeglar fästade i dörren (tidigare på gångjärnet). '68–'69 Automatic StickShift badge

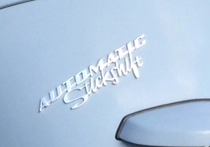
'68–'69 Automatic StickShift badge

- 1969 - Tanklucka utan "grepp", tidigare med. Öppnare för tanklucka höger främre fotutrymme, (tanklås). Ny hastighetsmätarskala med smala stående siffror och symboler på kontroll-lampor. Varningsblinkers. Svart brytare för varningsblinker till höger om askkoppen.
- 1970 - VW 1500, 10 vågräta luftslitsar i motorlucka, tidigare inga.
- 1971 - "Bullig" motorlucka på 44 och 50 hk, med 10 vågräta luftslitsar. Ny bubbla, VW 1302, istället för VW 1500. 1302 modellen har McPherson fjäderben och därför betydligt större främre bagageutrymme.
- 1972 - Motorluckan på 44 hk- och 50 hk-motorer får 26 vågräta luftslitsar. Cabriolet 28 slitsar.
- 1973 - Tanklucka med fingergrepp, Ny modell VW 1303, med "panorama"-vindruta, stora bakljus, helt ny instrumentbräda. Specialmodell 1303 Big.
- 1975 - Blinkers i stötfångaren.

## Tillverkningsorter

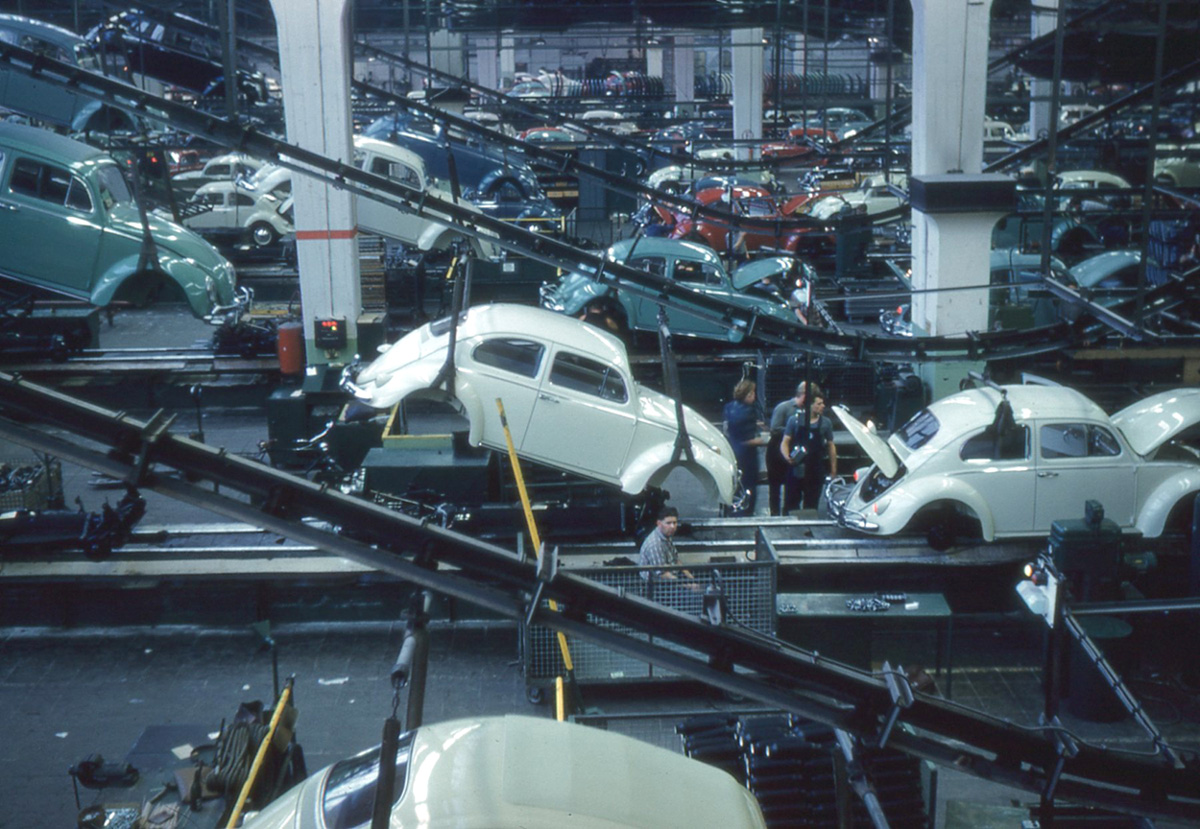
Tillverkning av Volkswagen Typ 1 i Wolfsburg.

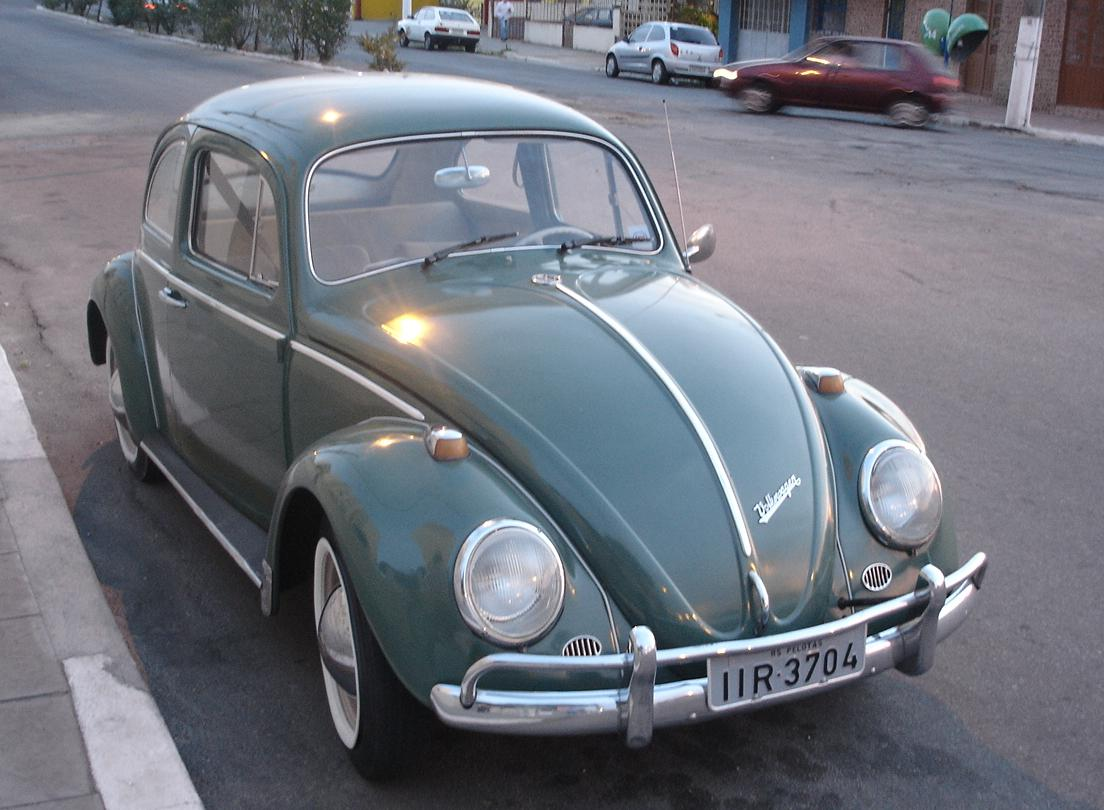
En Volkswagen Typ 1, årsmodell 1963 byggd i Brasilien är ett äldre exempel på de som inte byggdes i Tyskland.

Fabriker som tillverkade kompletta VW Typ 1. Fabriker som tillverkade bilar av lokalt tillverkade delar, som karosseridelar, motorer, växellådor etc. Bilar tillverkade utanför Tyskland var nödvändigtvis inte tillverkade av delar som levererades av moderfabriken i Tyskland, utan man kunde/kan använda lokala producenter. Dessa fabriker ägdes av Volkswagen AG.
- Wolfsburg, Tyskland 1938-1974
- Hannover, Tyskland 1974-1975
- Melbourne, Australien 1959-1968
- São Paulo, Brasilien 1953-1986
- São Paulo, Brasilien 1993-1996
- Puebla, Mexiko 1965-2003
- Uitenhage, Sydafrika 1956-1979

### CKD-fabriker
CKD-fabriker som tillverkade bilar, VW bubblor, av Completely Knocked Down, byggsatser som levereras i lådor. Delarna levereras både från moderfabriken i Tyskland och från tillverkningsfabriker i andra länder. Det används ett antal delar som tillverkas lokalt i respektive land. Lokala delar kan vara däck, glas, elektriska delar, lack och andra detaljer. CKD-set som levererades från andra länder än Tyskland är markerade med namn på ursprungsland. Många av dessa sammansättningsfabriker var inte ägda av VW, utan av lokala distributörer.
- Emden, Tyskland 1964-1978
- Ingolstadt, Tyskland (Audifabriken) 1965-1969
- São Paulo, Brasilien 1953-1957
- Melbourne, Australien 1954-1959
- Melbourne, Australien 1968-1976
- Bryssel, Belgien 1954-1975
- Costa Rica, 1970-1975
- Jakarta, Indonesien 1972-1977
- Dublin, Irland 1950-1977
- Sarajevo, Jugoslavien 1972-1977
- Xalostoc, Mexiko 1954-1966
- Pinang, Malaysia 1968-1977
- Auckland, Nya Zeeland 1954-1960 (CKD-kits från Australien)
- Auckland, Nya Zeeland 1968-1972
- Lagos, Nigeria 1975-1989 (CKD-kits från Brasilien)
- Manila, Filippinerna 1959-1976
- Manila, Filippinerna 1977-1986 (CKD-kits från Brasilien)
- Lissabon, Portugal 1964-1970
- Singapore, 1968-1974
- Bangkok, Thailand 1972-1974
- Montevideo, Uruguay 1961-1982 (CKD-kits från Brasilien)
- Venezuela 1963-1981 (CKD-kits från Brasilien)
- Uitenhage, Sydafrika 1951-1956
- Lima, Peru 1960-1987 (CKD-kits från Brasilien)

## Mexikokäfer
Mexiko-Käfer, den tyska benämningen på den Volkswagen-bubbla som tillverkades i Mexiko. Det speciella med den modellen var att man gick tillbaka i tekniken. Detta för att hålla tillverkningskostnader och underhåll nere. Det är dyrt att till exempel byta drivaxlar.
Det var de gamla svingaxlarna, endast ledade inne i växellådan. Varken skivbromsar före 1997 eller automatlåda kunde erhållas. Enhetslackering i kulören Zinngrau (tenngrå).
- Den gamla 1200:a motorn på 34 hk. Modellen 1978-1985 - 1200L Mexiko.
- Den gamla 1200:a motorn på 34 hk. Modellen 1985-1990 - 1200 Mexiko. Bilmodellen i L-utförande kunde erhållas med nackstöd och färgade rutor.
- Den gamla 1600:a motorn på 46 hk. Modellen 1986-1992 - 1600 Mexico. Bilen kunde mot tillägg erhållas med differentialspärr.
- Den gamla 1600:a motorn levererades med bensin-insprutning Digifant® och katalysator på modellen 1993-1995.

## Tävlingar och racing

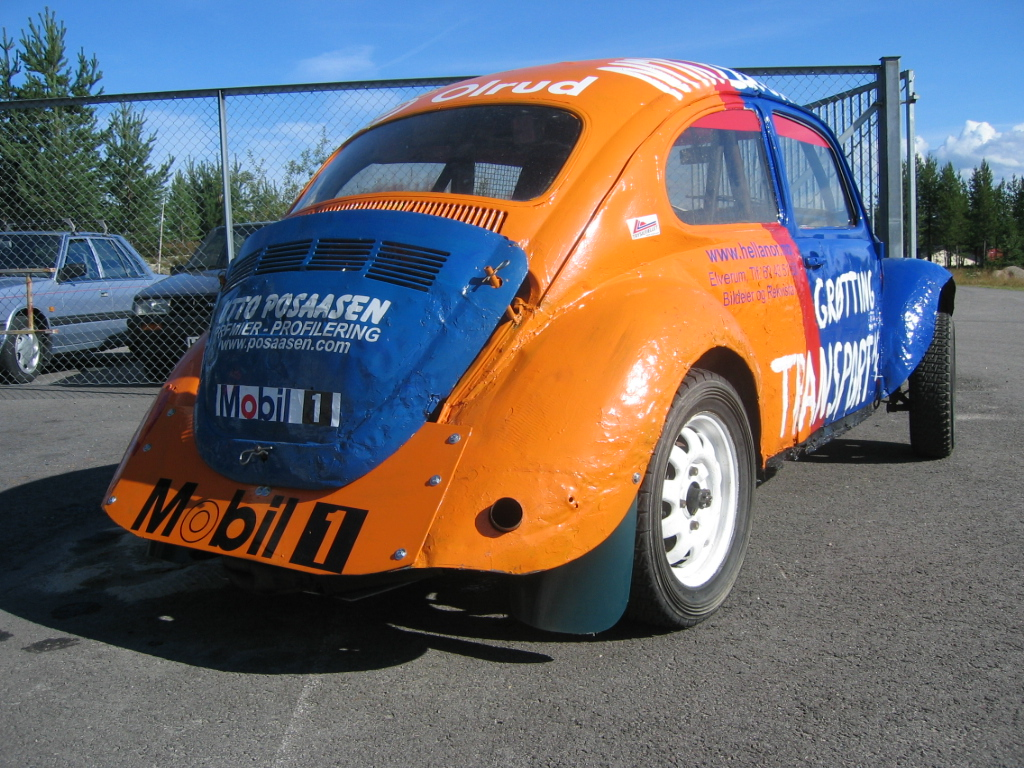
Typisk folkracebil år 2004.

Volkswagens bubbla har använts i tävlingsverksamhet sedan 1950-talet med stora framgångar. Många kända namn har tävlat med bilen, till exempel Arthur Wessblad, C-G Hammarlund och Harry "Sputnik" Källstöm. Man skrapade bland annat ihop 17 SM-guld och en vinst i Safarirallyt 1962 som vanns av Tom Fjästad med en Volkswagen 1200.
30 juli 2003 rullade den absolut sista Käfern av bandet i Puebla ca 70 km söder om Mexico City, Mexiko. Den hade tillverkningsnummer 21 529 464 och transporterades till Wolfsburg för placering i företagsmuseet. 65 år hade då gått sedan den första vagnen presenterades i Tyskland och 58 år sedan tillverkningen på allvar började i Wolfsburg efter kriget.

## Film och TV

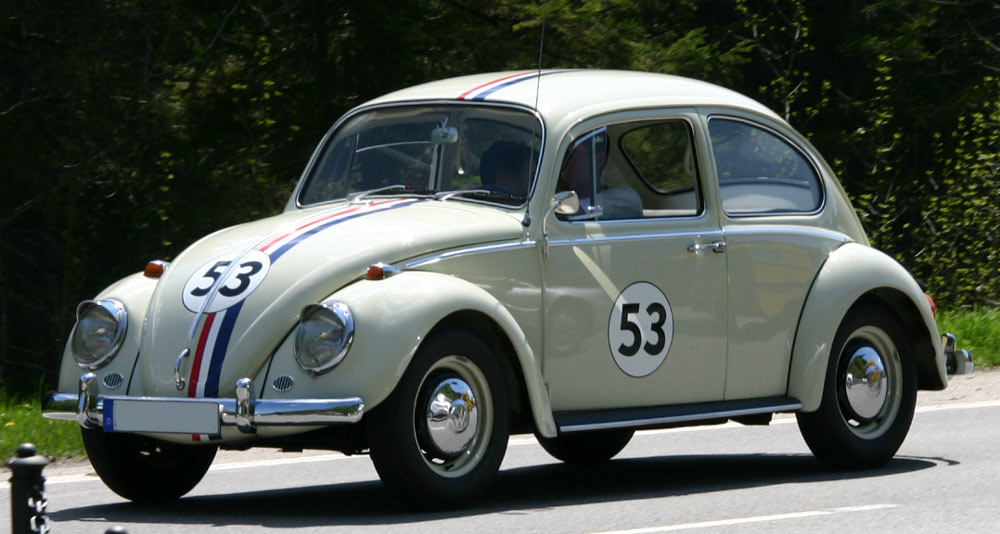
Herbie är kanske en av världens mest kända Volkswagen Typ 1.

Volkswagen Typ 1 finns med i flera filmer. De mest kända var Disneyfilmerna med bilen Herbie i titelrollen. I Melodifestivalen 2017 hade De Vet Du en orange typ 1 Cabriolet på Scenen. I filmen Bumblebee är det en karaktär som kan beskrivas som en robot som lika ofta också formar sig som en Volkswagen Typ 1 och även fungerar som en sådan.

## Modifieringar
En populär modifiering är att bygga om en VW till en Cal-looker, vilket är en customstil som ursprungligen kommer från Kalifornien. Bubblor används även som utgångsmaterial för VW-buggy.